# Gymnopilus fulviconicus
Gymnopilus fulviconicus là một loài nấm thuộc họ Cortinariaceae.